# دومينغو غارسيا راموس
دومينغو غارسيا راموس (بالإسبانية: Domingo García Ramos)‏ هو مهندس معماري ورسام مكسيكي، ولد في 1 أغسطس 1911، وتوفي في 1978.